# Martina Guse
Martina Guse (* 1962 in Osterburg) ist eine deutsche Schauspielerin.

## Werdegang
Martina Guse lernte auf der Erweiterten Oberschule „Ernst Schneller“, dem heutigen „Markgraf Albrecht Gymnasium“, in Osterburg und leitete dort das Schülerkabarett. Ihre Schauspielausbildung erhielt sie an der  Theaterhochschule „Hans-Otto“ in Leipzig. Danach war sie von 1984 bis 1998 am  Volkstheater Rostock engagiert. Während dieser Zeit war sie 1997 und 1998 auch als Radiomoderatorin des Radiosenders Ostseewelle tätig. Nach dem Engagement am Volkstheater Rostock folgte eine freiberufliche Tätigkeit bis 2002, bevor sie ans Theater Baden-Baden ging, wo sie bis 2004 blieb. Seitdem ist Guse wieder freischaffend tätig. Im gleichen Jahr erfolgte dann erstmals eine Zusammenarbeit mit den Störtebeker-Festspielen auf der Insel Rügen, wo sie seither mit Unterbrechungen mitwirkt. Sie hatte unter anderem auch Gastverträge an der Freilichtbühne Schwäbisch Hall, Forum Theater Stuttgart oder dem Theater Hildesheim. Im Fernsehen hatte sie unter anderem Rollen im Fernseh-Märchenfilm König Drosselbart, in der Serie Tanja und im Fernsehfilm Im Namen der Unschuld oder in der Comedyserie Auch das noch!. Martina Guse tritt auch als Sängerin und Kabarettistin mit ihren eigenen Soloprogrammen auf, wie Ein Gespräch im Hause von Stein oder Zarah 47 – Das totale Lied. Im Frühjahr 2011 gehörte sie zur Besetzung der Uraufführung des Musicals Revolver im Klavier, das in Hamburg zur Aufführung kam.

## Rollen (Auswahl)
- Revolver im Klavier als Frau von Ballenstedt
- Der Schatz der Templer als Ira
- Bär / Heiratsantrag als Jelena
- Wie ein Theaterstück entsteht (Solostück)
- Fluch des Mauren als Schwarzer Krake
- Der Seewolf als Margarete von Dänemark
- Die Zähmung der Widerspenstigen als Katharina
- Spiel’s noch einmal Sam als Linda
- Einer flog über das Kuckucksnest als Rached
- Jedermann als Buhlschaft
- Im Zeichen des Kreuzes als Sophia von Pommern-Wolgast